# Museu regional de Jönköping
O Museu regional de Jönköping (em sueco:  Jönköpings läns museum) ou Ionecopinga é um museu de arte e de cultura regional da cidade sueca de Jönköping, na província da Småland. Seu atual edifício - com área de 2 300 metros quadrados - foi feito pelo arquiteto Carl Nyrén, e inaugurado em 1992. Alberga grandes coleções de arte sueca do século XX, com especial relevo para obras do nacionalismo romântico, expressionismo e naivismo, incluindo quadros de Vera Nilsson, Isaac Grünewald, Hanna e Georg Pauli. De particular interesse é o grande número de trabalhos do pintor e ilustrador John Bauer.